# Christer Wallin
Christer Wallin (Timrå, 17 giugno 1969) è un ex nuotatore svedese.
Specializzato nello stile libero ha vinto due medaglie d'argento nelle staffette alle Olimpiadi di Barcellona 1992 e di Atlanta 1996.

## Palmarès
- Olimpiadi

Barcellona 1992: argento nella 4x200m sl.
Atlanta 1996: argento nella 4x200m sl.
- Mondiali

Roma 1994: oro nella 4x200m sl.
- Mondiali in vasca corta

Palma di Maiorca 1993: oro nella 4x200m sl.
- Europei

Vienna 1995: argento nella 4x200m sl e bronzo nella 4x100m sl.